# Artaššumara
Artaššumara war von 1375 v. Chr. bis 1370 v. Chr. König des hurritischen Reiches von Mitanni. Er folgte seinem Vater Šuttarna II. auf den Thron, wurde jedoch ermordet, woraufhin sein Bruder Tušratta den Thron bestieg.